# Хакаський ВТТ УВТТК УМВС по Красноярському краю
Хакаський ВТТ УВТТК УМВС по Красноярському краю — підрозділ, що діяв в структурі Головного управління виправно-трудових таборів Народного комісаріату внутрішніх справ СРСР (ГУЛАГ НКВД).
Організований 25.07.47 ;

закритий 21.04.48.

## Підпорядкування і дислокація
- УВТТК УМВС по Красноярському кр. з 25.07.47.

Дислокація: Красноярський край, Хакаська а.о., м.Чорногорськ

## Історія
Відповідно до постанови Ради Міністрів СРСР № 1001–346 від 30 березня 1948 Міністерство внутрішніх справ СРСР повинно було організувати табори для ув'язнених для будівництва комбінату № 18 Головнафтогазбуду і завезти 12 тисяч ув'язнених.
Крім робіт на буд-ві, ув'язнені працювали на лісозаготівлях.
При закритті був реорганізований в ТВ, підпорядковане УВТТК УМВС по Красноярському краю, а на базі його ресурсів Головнафтогазбуд просив організувати ВТТ в Ішимбаї Башкирської АРСР, що й було зроблено (див. Будівництво 18 і ВТТ)